# Ciclone Inigo
O ciclone Inigo estava empatado com o ciclone Gwenda por ser o ciclone mais intenso registado na região australiana em termos de pressão, com a possível exceção do ciclone Mahina. Inigo se desenvolveu a partir de uma baixa tropical que atravessou o leste da Indonésia no final de março de 2003. Tornando-se um ciclone tropical nomeado em 1 de abril, o Inigo se intensificou rapidamente enquanto seguia para o sudoeste, atingindo uma pressão central mínima de 900 hPa em 4 de abril. Um cavado que se aproximava enfraqueceu o ciclone e virou-o para o sudeste. Em 8 de abril, Inigo se dissipou após atingir a Austrália Ocidental, como uma tempestade tropical mínima.
O distúrbio precursor causou fortes chuvas no leste da Indonésia, causando inundações e deslizamentos de terra generalizados. O pior dos prejuízos ocorreu na ilha das Flores, embora também tenham sido relatados em Timor Ocidental e Sumba. As inundações e deslizamentos de terra danificaram ou destruíram milhares de casas, forçando muitos a deixar as suas casas. Um total de 58 foram relatadas baixas em associação com Inigo, como um distúrbio. Na Austrália, Inigo produziu chuvas localmente fortes, mas causou poucos danos.

## História meteorológica

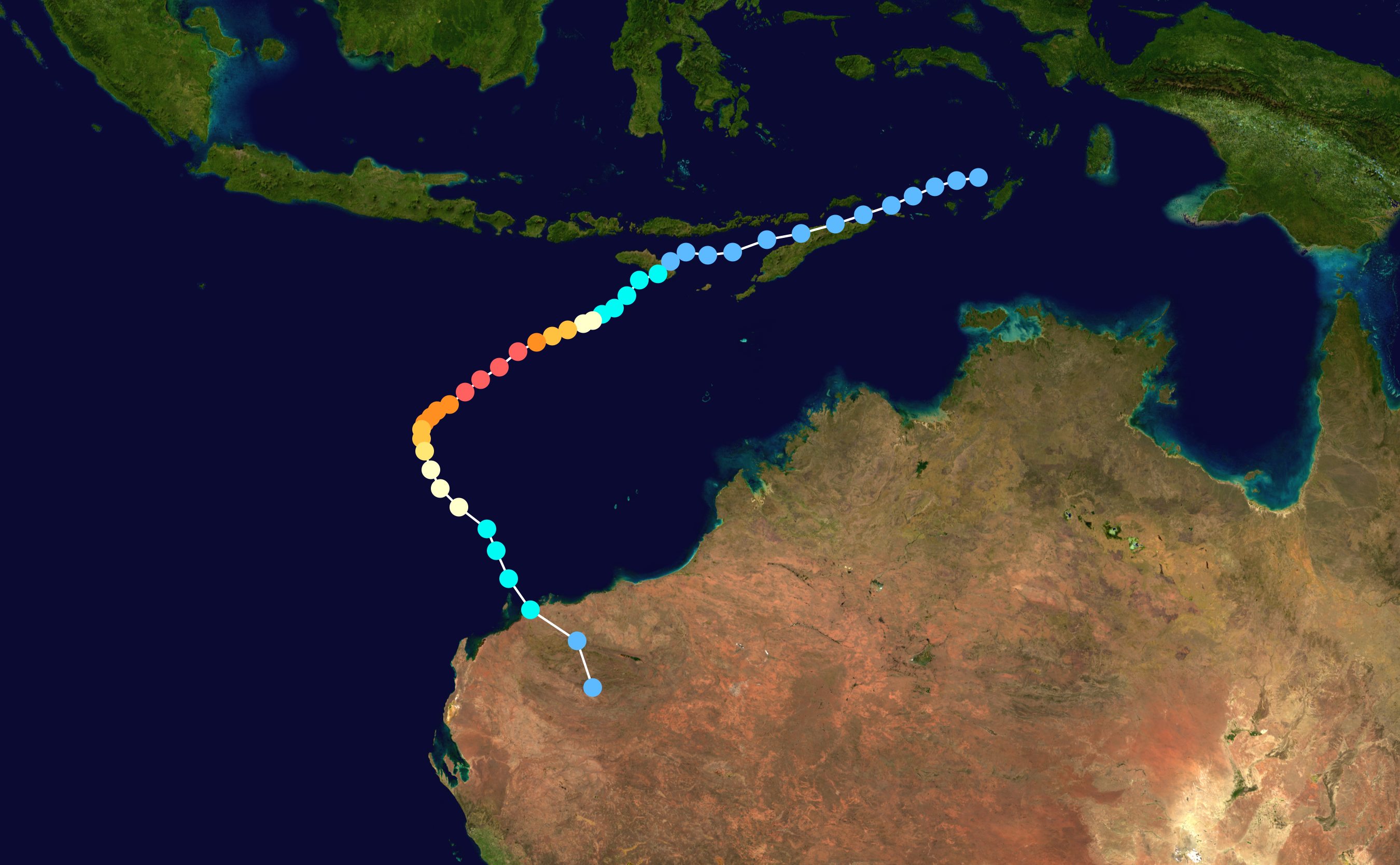
Mapa com a trajetória e intensidade da da tempestade, de acordo com a escala de Saffir–Simpson

Em 26 de março, uma área com clima perturbado foi localizada dentro da zona quase equatorial perto de Papua-Nova Guiné. Inicialmente localizado dentro de uma área de cisalhamento leste, seguiu para oeste, devido à presença de uma crista ao sul, e em 27 de março, uma área de baixa pressão se formou sobre o oeste da Nova Guiné. A atividade de trovoadas aumentou em torno de uma circulação de nível intermediário ao atravessar o mar de Arafura, e a sua organização geral continuou a aumentar. Em 29 de março, uma circulação de baixo nível foi visível, embora um desenvolvimento tropical significativo tenha sido impedido devido ao cisalhamento do vento e à interação da terra com as ilhas no arquipélago indonésio. O sistema evoluiu para uma baixa tropical em 30 de março. Depois de virar para o sudoeste, a baixa tropical atravessou a ilha de Flores em 31 de março; ao fazê-lo, a convecção da tempestade aumentou bastante, devido ao aumento da divergência de nível superior, que produziu fortes chuvas em Flores e Timor. Em 1 de abril, o cisalhamento do vento diminuiu à medida que o sistema atravessava o mar de Savu e a tempestade se transformou em um ciclone tropical ao nordeste de Sumba.
Em 1 de abril às 12:00 UTC, o Centro Conjunto de Avisos de Tufões (JTWC) emitiu o seu primeiro comunicado sobre o sistema, classificando-o como Tropical Cyclone 26S. Em 2 de abril às 00:00 UTC, o centro de alerta do Bureau of Meteorology (BOM) em Perth classificou o sistema como Ciclone Tropical Inigo. A tempestade intensificou-se rapidamente enquanto seguia para o sudoeste, auxiliada pelo baixo cisalhamento do vento e forte divergência. Um olho apresentava-se gradualmente organizado, e no início de 3 de abril, a lista técnica classificou Inigo como um ciclone tropical severo, com ventos de 80 mph (130 km/h).  Mais tarde naquele dia, o ciclone passou por uma rápida intensificação, à medida que os olhos se tornaram cada vez mais bem definidos. Em 4 de abril, Inigo alcançou a categoria 5 na escala australiana de ciclones e às 06:00 UTC, Inigo atingiu ventos de pico de 240 km/h (150 mph) e uma pressão mínima estimada de 900 hPa ( mbar ), enquanto localizado a cerca de 950 km (590 mi) ao norte de Onslow, Austrália Ocidental.  Na mesma época, o JTWC avaliou o Inigo como um poderoso ciclone com ventos de 1 minuto de 260 km/h (160 mph).  Com pressão mínima de 900 hPa, Inigo igualou o ciclone Gwenda da temporada 1998-99 como o ciclone tropical mais intenso já registado na região australiana do ciclone.
Ao atingir o pico de intensidade, Inigo manteve uma parede ocular de 32  km (20  mi) de diâmetro. No final de 4 de abril, uma crista de nível superior que se aproximava aumentou o cisalhamento do vento sobre o sistema, o que causou uma tendência de enfraquecimento constante. Em 5 de abril, o olho ficou cheio de nuvens, e mais tarde naquele dia o ciclone atingiu o seu ponto mais ocidental antes que a crista se aproximasse para o sudeste. Em 7 de abril, os seus ventos diminuíram para abaixo do estatuto severo de ciclone tropical, ou abaixo de 120 km/h (75 mph). A convecção continuou a diminuir, deixando o centro exposto à convecção, uma vez que chegou a terra no início de 8 de abril, na região de Pilbara, na Austrália Ocidental. Ao se mover em terra, Inigo teve ventos de cerca de 75 km/h (45 mph). A circulação de Inigo se dissipou dentro de 12 horas depois de se mudar para terra.

## Impacto

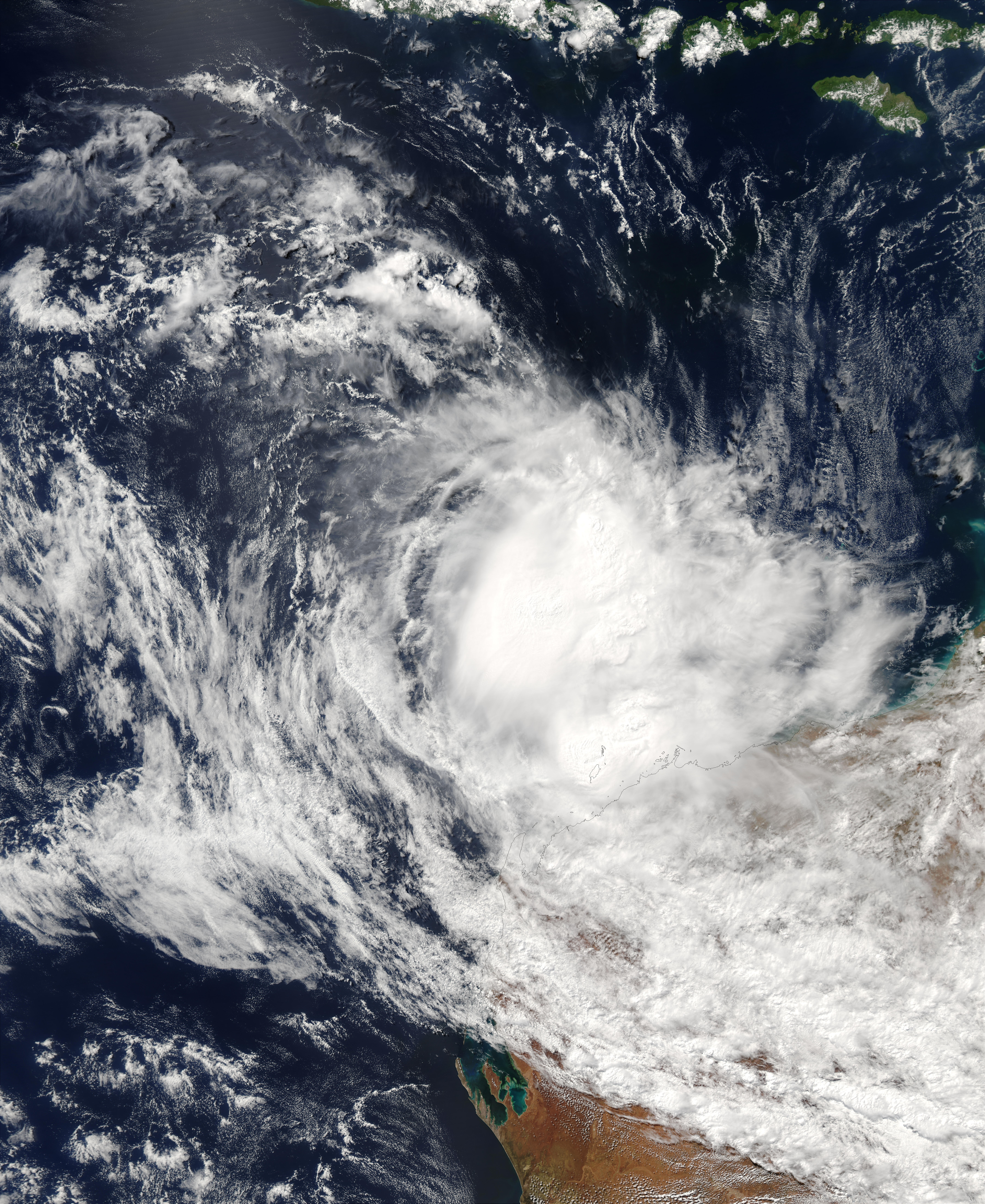
Inigo aproximando-se do oeste da Austrália em 7 de abril

O distúrbio tropical precursor causou fortes chuvas no leste da Indonésia ; na ilha de Flores, Larantuka registou 223 mm (8,78 em) num período de 24 horas. As chuvas causaram inundações e deslizamentos de terra, principalmente em Flores, mas também em Timor Ocidental e Sumba. Em alguns locais, a profundidade das águas da enchente atingiu 5 metros (16 ft). O rio Oessao, em Timor Ocidental, excedeu as suas margens, que inundaram sete aldeias. Em Kupang, em Timor Ocidental, o sistema destruiu centenas de casas e grandes campos de milho, feijão e arroz. Prejuízos maiores foram relatados perto de Ende, onde inundações e deslizamentos de terra destruíram 20 casas e destruiuram as estradas que ligam a East Flores.  Em Ende, um total de 294 animais foram mortos. O aeroporto da cidade foi inundado com um metro de água, impedindo o transporte aéreo e deixando a cidade temporariamente isolada. Na regência leste de Flores, no leste da ilha das Flores, o sistema deixou 75 casas destruídas, juntamente com 77 gravemente danificadas e outras 56 recebendo danos leves.  Os danos na Indonésia totalizaram menos de US $ 6 milhões (2003 USD, US $ 6,8 milhões 2007 USD),  e 102 lesões foram relatadas. O representante indonésio do Comitê de Ciclones Tropicais da Organização Meteorológica Mundial em 2004 relatou o número de mortos relacionado ao desastre na Indonésia como 58 fatalidades.
Além disso, a perturbação precursora produziu mar agitado ao longo das costas, o que resultou no naufrágio de 12 embarcações à vela.
Dois navios, cada um com uma tripulação de cinco a oito pessoas, desapareceram a sudoeste de Sumba, depois que o ciclone Inigo passou por cima da sua localização em 3 de abril.
Inigo tocou terra na Austrália como um ciclone tropical fraco, embora vários locais relatassem ventos próximos à força do vendaval. A tempestade caiu de leve a moderada precipitação perto de seu local de chegada a terra, com um total de precipitação máxima de 226 mm, dos quais 128 mm da chuva caiu em 80 minutos. Nenhuma vítima ou dano significativo foi relatado no país.

## Consequências
| Pos                                      | Ciclone  | Ano  | Pressão Min.         |
| ---------------------------------------- | -------- | ---- | -------------------- |
| 1                                        | Gwenda   | 1999 | 900 hPa (26,58 inHg) |
| 1                                        | Inigo    | 2003 | 900 hPa (26,58 inHg) |
| 3                                        | George   | 2007 | 902 hPa (26,64 inHg) |
| 4                                        | Orson    | 1989 | 904 hPa (26,70 inHg) |
| 5                                        | Marcus   | 2018 | 905 hPa (26,72 inHg) |
| 6                                        | Theodore | 1994 | 910 hPa (26,87 inHg) |
| 6                                        | Vance    | 1999 | 910 hPa (26,87 inHg) |
| 6                                        | Fay      | 2004 | 910 hPa (26,87 inHg) |
| 6                                        | Glenda   | 2006 | 910 hPa (26,87 inHg) |
| Source: Australian Bureau of Meteorology |          |      |                      |

Logo após a tempestade passar pela Indonésia, funcionários do governo local e da Cruz Vermelha distribuíram assistência às vítimas da tempestade, incluindo alimentos, remédios, água potável e colchões; Além disso, o governo enviou cerca de US $ 400 milhões (2003 IDR, US $ 50.000 2003 USD). Os cidadãos afetados residiam em abrigos temporários, incluindo escolas, delegacias e abrigos construídos pelos governos locais. Funcionários implantaram máquinas para remover detritos das estradas afetadas pelos deslizamentos de terra.
Como resultado de seu dano, o nome Inigo foi retirado após o seu uso; seu nome foi substituído por Iggy, usado pela primeira vez em 2012.